# Joseph Lambert
Joseph Lambert (ur. 5 lutego 1961 w Jacmel) – haitański polityk. W latach 2006–2007 i 2018–2020 był przewodniczącym Senatu Haiti.

## Życiorys
Joseph Lambert urodził się 5 lutego 1961 roku w Jacmel, stolicy departamentu Południowo-Wschodniego. Jest synem rybaka – Pierre'a Lamberta i Chantale Noe. Jest inżynierem agronomii, tytuł uzyskał na Faculté d'Agronomie de Damien. Był dyrektorem Ecole Moyenne de l'Agriculture.

### Kariera polityczna
Był przewodniczącym kampanii deputowanego do Izby Deputowanych – Philippe Julesa, w okręgu Jacmel.
W wyborach w 1990 roku otrzymał mandat deputowanego do Izby Deputowanych uzyskując 23 000 głosów. W wyborach parlamentarnych w 2006 roku został po raz pierwszy wybrany na senatora z ramienia partii Konbit Sidès, partia następnia przekształciła się w Konbit Nasyonal. Od 2006 do 17 stycznia 2007 roku pełnił stanowisko przewodniczącego senatu. 
23 grudnia 2015 roku został konsulem Haiti w Santiago de Los Caballeros. W 2015 roku był jednym wybranym z tej partii senatorem. Uzyskał 44 131 (53,78%). 9 stycznia 2018 roku został ponownie wybrany przewodniczącym senatu Haiti. 17 stycznia 2019 roku Carl Murat Cantave zastąpił go na stanowisku przewodniczącego.

## Kontrowersje
W styczniu 2006 roku Joseph Lambert został wpisany przez ambasador Janet A. Sanderson na listę osób odpowiedzialnych za handel narkotykami. W 2014 roku został oskarżony przez biznesmena Jean Rony Philippe o próbę zabójstwa. Według relacji, 3 kwietnia 2014 roku, gdy biznesmen wracał do domu został napadnięty, obrabowany, postrzelony i pozostawiony na śmierć przez ośmiu ciężko uzbrojonych mężczyzn. Według ofiary przestępstwo zostało zlecone przez senatora.